# Elche Club de Fútbol 2022-2023
Questa voce raccoglie le informazioni riguardanti l'Elche Club de Fútbol nelle competizioni ufficiali della stagione 2022-2023.

## Maglie e sponsor
| Casa | Trasferta | Terza maglia |

Sponsor ufficiale: TM Real estate group

Fornitore tecnico: Nike

## Organico

### Rosa
| N. |                      | Ruolo | Calciatore          |
| -- | -------------------- | ----- | ------------------- |
| 1  | Argentina (bandiera) | P     | Axel Werner         |
| 2  | Argentina (bandiera) | D     | Lautaro Blanco      |
| 3  | Cile (bandiera)      | D     | Enzo Roco           |
| 4  | Spagna (bandiera)    | D     | Diego González      |
| 5  | Spagna (bandiera)    | D     | Gonzalo Verdú       |
| 6  | Spagna (bandiera)    | D     | Pedro Bigas         |
| 7  | Argentina (bandiera) | D     | Lisandro Magallán   |
| 8  | Spagna (bandiera)    | C     | Raúl Guti           |
| 9  | Argentina (bandiera) | A     | Lucas Boyé          |
| 10 | Spagna (bandiera)    | A     | Pere Milla          |
| 11 | Spagna (bandiera)    | A     | Tete Morente        |
| 12 | Senegal (bandiera)   | C     | Pape Cheikh Diop    |
| 13 | Spagna (bandiera)    | P     | Edgar Badia         |
| 14 | Colombia (bandiera)  | D     | Helibelton Palacios |

| N. |                      | Ruolo | Calciatore               |
| -- | -------------------- | ----- | ------------------------ |
| 15 | Spagna (bandiera)    | A     | Álex Collado             |
| 16 | Spagna (bandiera)    | C     | Fidel                    |
| 17 | Spagna (bandiera)    | C     | Josan                    |
| 18 | Francia (bandiera)   | C     | Randy Nteka              |
| 19 | Argentina (bandiera) | A     | Ezequiel Ponce           |
| 20 | Spagna (bandiera)    | C     | Gerard Gumbau            |
| 21 | Spagna (bandiera)    | C     | Omar Mascarell           |
| 22 | Argentina (bandiera) | D     | Nicolás Fernández Mercau |
| 23 | Spagna (bandiera)    | D     | Carlos Clerc             |
| 24 | Spagna (bandiera)    | D     | Pol Lirola               |
| 26 | Spagna (bandiera)    | D     | John Nwankwo             |
| 30 | Spagna (bandiera)    | C     | Rodri Mendoza            |
| 40 | Spagna (bandiera)    | D     | José Ángel Carmona       |

## Calciomercato

### Sessione estiva(dal 01/07 al 01/09)
| Acquisti         | Acquisti                 | Acquisti            | Acquisti                    |
| R.               | Nome                     | da                  | Modalità                    |
| ---------------- | ------------------------ | ------------------- | --------------------------- |
| A                | Ezequiel Ponce           | Spartak Mosca       | definitivo (4 milioni €)    |
| D                | Nicolás Fernández Mercau | San Lorenzo         | definitivo (4 milioni €)    |
| A                | Roger Martí Salvador     | Levante             | definitivo (3 milioni €)    |
| D                | Lautaro Blanco           | Rosario Central     | definitivo (1,96 milioni €) |
| D                | Carlos Clerc             | Levante             | gratuito                    |
| D                | Federico Fernández       | Newcastle Utd       | gratuito                    |
| D                | Pol Lirola               | Olympique Marsiglia | prestito                    |
| A                | Álex Collado             | Barcellona          | prestito                    |
| C                | Domingos Quina           | Watford             | prestito                    |
| Altre operazioni |                          |                     |                             |
| R.               | Nome                     | da                  | Modalità                    |
| D                | Josema                   | Real Valladolid     | fine prestito               |
| P                | Axel Werner              | Arsenal Sarandí     | fine prestito               |

| Cessioni         | Cessioni       | Cessioni         | Cessioni                   |
| R.               | Nome           | a                | Modalità                   |
| ---------------- | -------------- | ---------------- | -------------------------- |
| D                | Johan Mojica   | Villarreal       | definitivo (5,5 milioni €) |
| A                | Guido Carrillo | Henan            | gratuito                   |
| A                | Pablo Piatti   | Estudiantes (LP) | gratuito                   |
| D                | Josema         | Leganés          | gratuito                   |
| D                | Lautaro Blanco | Rosario Central  | prestito                   |
| Altre operazioni |                |                  |                            |
| R.               | Nome           | da               | Modalità                   |
| C                | Kike Pérez     | Real Valladolid  | fine prestito              |
| A                | Ezequiel Ponce | Spartak Mosca    | fine prestito              |
| D                | Lucas Olaza    | Real Valladolid  | fine prestito              |
| P                | Kiko Casilla   | Leeds Utd        | fine prestito              |

### Sessione invernale(dal 01/01 al 31/01)
| Acquisti | Acquisti           | Acquisti        | Acquisti              |
| R.       | Nome               | da              | Modalità              |
| -------- | ------------------ | --------------- | --------------------- |
| C        | Randy Nteka        | Rayo Vallecano  | prestito (200 mila €) |
| D        | José Ángel Carmona | Siviglia        | prestito              |
| D        | Lisandro Magallán  | Ajax            | gratuito              |
| C        | Pape Cheikh Diop   |                 | svincolato            |
| D        | Lautaro Blanco     | Rosario Central | fine prestito         |

| Cessioni | Cessioni             | Cessioni  | Cessioni      |
| R.       | Nome                 | a         | Modalità      |
| -------- | -------------------- | --------- | ------------- |
| D        | Federico Fernández   | Al-Duhail | gratuito      |
| A        | Roger Martí Salvador | Cadice    | gratuito      |
| C        | Javier Pastore       | Qatar SC  | gratuito      |
| C        | Domingos Quina       | Watford   | fine prestito |

## Risultati

### Primera División

#### Girone di andata
| Arbitro: | Guillermo Cuadra Fernández |

|                              |           |  |
| Iglesias 28’ Juanmi 39’, 69’ | Marcatori |  |

| Arbitro: | de Mera Escuderos |

|             |           |           |
| Collado 30’ | Marcatori | 23’ Sadiq |

| Arbitro: | Javier Iglesias Villanueva |

|  |           |                  |
|  | Marcatori | 20’ Brais Méndez |

| Arbitro: | Ortiz Arias |

|                                                    |           |  |
| Moreno 26’ Lo Celso 36’ Coquelin 89’ Morales 90+3’ | Marcatori |  |

| Arbitro: | Melero López |

|           |           |                                                                |
| 59’ Ponce | Marcatori | Nico 9’ (OG) Sancet 14’ (rig.) Nico Williams 22’ Berenguer 44’ |

| Arbitro: | Muñiz Ruiz |

|                                |           |  |
| Lewandowski 34’, 48’ Depay 41’ | Marcatori |  |

| Arbitro: | Figueroa Vázquez |

|                            |           |          |
| Camello 40’ Unai Lopez 95’ | Marcatori | 32’ Boyé |

| Arbitro: | Pizarro Gómez |

|           |           |                   |
| Ponce 15’ | Marcatori | 71’ (rig.) Muriqi |

| Arbitro: | Pulido Santana |

|                        |           |                            |
| Cavani 41’ (rig.), 52’ | Marcatori | 29’ (rig.), 65’ Pere Milla |

| Arbitro: | Jesús Gil Manzano |

|  |           |                                      |
|  | Marcatori | 11’ Valverde 75’ Benzema 89’ Asensio |

| Arbitro: | Munuera Montero |

|                           |           |                          |
| Puado 24’ Braithwaite 67’ | Marcatori | 11’ Pere Milla 82’ Verdú |

| Arbitro: | Soto Grado |

|  |           |          |
|  | Marcatori | 54’ Ünal |

| Arbitro: | De Burgos Bengoetxea |

|                                 |           |           |
| Javi Sanchez 40’ Roque Mesa 46’ | Marcatori | 63’ Josan |

| Arbitro: | González Fuertes |

|            |           |                                 |
| Lirola 16’ | Marcatori | 39’ Iván Martín 66’ Castellanos |

| Arbitro: | Cuadra Fernández |

|                           |           |  |
| João Félix 56’ Morata 74’ | Marcatori |  |

| Arbitro: | Ortiz Arias |

|  |           |               |
|  | Marcatori | 5’ Iago Aspas |

| Arbitro: | Carlos Del Cerro Grande |

|          |           |           |
| Brian 7’ | Marcatori | 81’ Ponce |

| Arbitro: | Muñiz Ruiz |

|             |           |           |
| Carmona 67’ | Marcatori | 20’ Ávila |

| Arbitro: | Soto Grado |

|                              |           |  |
| En-Nesyri 29’, 48’ Acuña 43’ | Marcatori |  |

#### Girone di ritorno
| Arbitro: | Munuera Montero |

|                                       |           |            |
| Pere Milla 3’, 48’ (rig.), 52’ (rig.) | Marcatori | 23’ Moreno |

| Arbitro: | Bengoetxea |

|                                                      |           |  |
| Asensio 8’ Benzema 31’ (rig.), 46’ (rig.) Modric 80’ | Marcatori |  |

| Arbitro: | Carlos Del Cerro Grande |

|  |           |                  |
|  | Marcatori | 92’ Sergi Darder |

| Arbitro: | Iglesias Villanueva |

|                         |           |                                                          |
| Fidel 7’ (rig.) Boyé 9’ | Marcatori | 65’ (rig.) Iglesias 68’ Miranda 90+5’ (rig.)Willian José |

| Arbitro: | Munuera Montero |

|  |           |          |
|  | Marcatori | 88’ Boyé |

| Arbitro: | de Mera Escuderos |

|                    |           |          |
| Tete Morente 90+6’ | Marcatori | 4’ Larin |

| Arbitro: | Sánchez Martínez |

|                          |           |  |
| Kubo 48’ Barrenetxea 90’ | Marcatori |  |

| Arbitro: | Carlos Del Cerro Grande |

|  |           |                                                      |
|  | Marcatori | 20’, 66’ Lewandowski 56’ Ansu Fati 70’ Ferran Torres |

| Arbitro: | González Fuertes |

|               |           |                  |
| Abde 71’, 84’ | Marcatori | 44’ Tete Morente |

| Arbitro: | Figueroa Vázquez |

|                                 |           |  |
| Castellanos 45’ Oriol Romeu 70’ | Marcatori |  |

| Arbitro: | Cuadra Fernández |

|  |           |                                  |
|  | Marcatori | 19’ Samuel Lino 42’ (aut.) Verdú |

| Arbitro: | de Mera Escuderos |

|               |           |  |
| Aidoo jr. 90’ | Marcatori |  |

| Arbitro: | Melero López |

|                                                |           |  |
| Tete Morente 46’ Boyé 52’ Fidel 53’ Gumbau 72’ | Marcatori |  |

| Arbitro: | Alejandro José Hernández Hernández |

|                               |           |           |
| Leo Baptistao 22’ Embarba 52’ | Marcatori | 90’ Ponce |

| Arbitro: | Muñiz Ruiz |

|           |           |  |
| Fidel 41’ | Marcatori |  |

| Arbitro: | Iglesias Villanueva |

|          |           |          |
| Munir 8’ | Marcatori | 46’ Boyé |

| Arbitro: | de Mera Escuderos |

|                  |           |            |
| Tete Morente 25’ | Marcatori | 10’ Lamela |

| Arbitro: | Pizarro Gómez |

|  |           |            |
|  | Marcatori | 90+2’ Boyé |

| Arbitro: | Gil Manzano |

|          |           |               |
| Boyé 71’ | Marcatori | 10’ Escalante |

### Coppa di Spagna
| Arbitro: | Sánchez Martínez |

|  |           |                         |
|  | Marcatori | 2’ Ponce 13’, 66’ Roger |

| Arbitro: | Munuera Montero |

|  |           |                                            |
|  | Marcatori | 5’ Pere Milla 82’ Ponce 90+2’ Tete Morente |

| Arbitro: | Figueroa Vázquez |

|                    |           |  |
| Rodrigo 44’ (rig.) | Marcatori |  |